# Chandria
Chandria (griechisch Χανδριά) ist eine Gemeinde im Bezirk Limassol in der Republik Zypern. Bei der Volkszählung im Jahr 2021 hatte sie 128 Einwohner.

## Lage und Umgebung

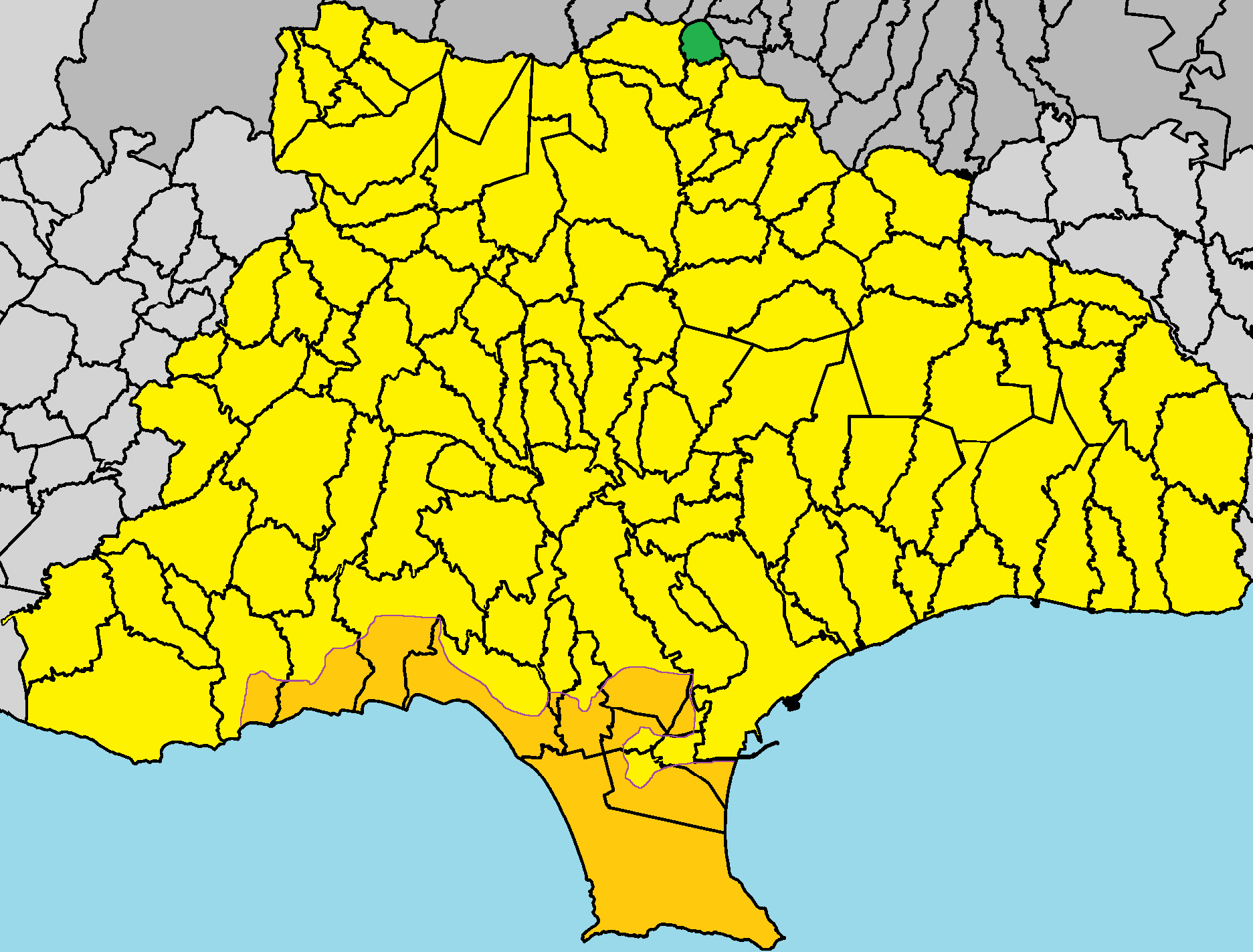
Lage im Bezirk Limassol

Chandria liegt auf der Mittelmeerinsel Zypern auf einer Höhe von etwa 1215 Metern, etwa 45 Kilometer nördlich von Limassol, an den Südhängen von Madari, in der geografischen Region Pitsilia. In Bezug auf den Transport ist es zwei Kilometer von Kyperounda, sechs Kilometer von Agros und vier Kilometer von Polystypos entfernt. Die Landschaft ist durch die Nebenflüsse des Flusses Limnati mit engen Tälern und wenig Ackerland geteilt.
Das etwa 2,57 Quadratkilometer große Dorf grenzt im Süden an Agridia, im Westen an Kyperounda, im Norden an Sarandi und im Osten an Livadia und Polystypos.